# Drăculea Bandului, Mureș
Drăculea Bandului este un sat în comuna Band din județul Mureș, Transilvania, România.